# Утиму (дворец)
Утиму — дворец, в котором родился и возмужал предводитель дивехи в борьбе против португальских колонизаторов и первый султан из соответствующей династии Мухаммед Такуруфану, находившийся у власти с момента освобождения Мальдивских островов в 1573 году и до смерти 26 августа 1585 года. Расположен на одноимённом острове.
Первоначально принадлежал отцу султана Хуссейну Хатибу Такуруфану. Отреставрирован и открыт для посещения в 1986 году. Место паломничества местных националистов.

## Комментарии
1. Гандувару — архаическое название дворца, в котором жила знать (Reynolds, Christopher. A Maldivian Dictionary. — London; New York: RoutledgeCurzon; Taylor & Francis Group, 2003. — P. 103. — 412 p. — ISBN 0415298083.).
2. ↑  Гандувару — архаическое название дворца, в котором жила знать (Reynolds, Christopher. A Maldivian Dictionary. — London; New York: RoutledgeCurzon; Taylor & Francis Group, 2003. — P. 103. — 412 p. — ISBN 0415298083.).